# 西川貴教
西川 貴教（にしかわ たかのり、英：Takanori Nishikawa。略：TNNK。本名同じ、1970年〈昭和45年〉9月19日 - ）は、日本の歌手、アーティスト、俳優。滋賀県彦根市生まれ、野洲市出身、育ち。所属事務所はディーゼルコーポレーション。所属レコードレーベルはソニー・ミュージックレーベルズ内のエピックレコードジャパン。血液型はA型。身長161cm。既婚。一部の音楽活動では、ソロプロジェクトのT.M.Revolutionを使用する場合がある。

## 略歴
- 1989年：バンドLuis-Mary結成。パートはボーカルであり、当時は「灰猫＝haine」と名乗る。
- 1991年：1月にLuis-Maryのインディーズデビュー、7月にはメジャーデビューを果たす。その後、解散までに3枚のシングルと3枚のアルバムをリリース。
- 1993年：灰猫の脱退を期にLuis-Mary解散。以後、2年弱の間は表舞台から遠ざかる。
- 1995年：accessが活動休止し、浅倉大介のソロシングル「BLACK OR WHITE?」にヴォーカルとして参加。デビューに先駆けてライブ活動を行う。12月には、公式ファンクラブ「turbo」が設立される。
- 1996年：5月にソロプロジェクトであるT.M.Revolutionとしての活動を開始。
- 1997年：『西川貴教のオールナイトニッポン』のラジオパーソナリティを担当（1月6日 - ）。以後2005年まで、8年9か月に渡って放送を続けた。12月、T.M.Revolutionとして第48回NHK紅白歌合戦に初出場（以後、1998年、2005年、2013年、2014年に出場）。
- 1999年：3月、ラジオでT.M.Revolutionの封印を発表し、それ以後は浅倉とのユニットthe end of genesis T.M.R.evolution turbo type D（T.M.R-e）として活動。4月2日、吉村由美と結婚。
- 2000年：T.M.R-eの使命を終え、T.M.Revolutionとして活動再開。
- 2001年：自らデザイン・企画を務めるファッションブランドDEFROCKを立ち上げる。
- 2002年：2月、T.M.Revolutionのセルフプロデュースを開始。7月1日、吉村と離婚、スポーツ報知の一面が独占ニュースで掲載した。2人の間に子供はいない。
- 2004年：主に、DEFROCKの商品を取り扱うブランドショップ、BABEL FISHを代官山にオープンさせる。
- 2005年：ロックバンドabingdon boys schoolを結成し、本名の名義でボーカルとして参加。ネイルクィーンのメンズ部門受賞。
- 2006年：1月2日に、1夜限りで西川貴教のオールナイトニッポンが復活。7月末に、DEFROCK・BABEL FISH事業を凍結。12月6日にはabingdon boys schoolとしてメジャーデビュー、同バンドの公式ファンクラブA.B.S.F.C.が設立される。
- 2007年：主演を務めるミュージカル「ハウ・トゥー・サクシード」が、4月21日より東名阪にて公演された。同年11月に、異例の年内再演が決定した。9月には3年振りとなる、ファンクラブ会員限定恒例イベント「turbo surf'07」をハワイにて開催した。
- 2008年：1月、滋賀プラスワン（滋賀県広報誌）1月号（vol.103）において、「滋賀に元気の風を吹かせよう」というタイトルで当時の滋賀県知事である嘉田由紀子との対談が掲載され、郷土である滋賀県について語っている[6]。5月、映画『コラソン de メロン』に出演（井上和香とのダブル初主演）。10月24日、滋賀県初となる「滋賀ふるさと観光大使」に任命された。
- 2009年：9月19日・20日の2日間、故郷の滋賀県で県内初となる大型野外音楽フェスティバル「イナズマロックフェス 2009」（滋賀県草津市）を開催。以降、毎年の恒例イベントとなる。自身も19日にはabingdon boys schoolとして、20日にはT.M.Revolutionとして出演した。11月3日よりabingdon boys schoolとしてヨーロッパツアーを開始。過酷なスケジュールの中で、ロシア、フィンランド、スウェーデン、ドイツ、フランス、イギリスを回った。なかでもドイツ入りは、1週間のうちに4回という過密日程となった。12月16日、インディーズレーベル「Defrock Records」を設立。
- 2011年：ミュージカル「ROCK OF AGES」が10月28日より東京で、11月11日より大阪で公演される[7]。往年のスーパースターの名曲を数多く取り入れたこの作品の主演を務める。なお、同作品はトニー賞に5部門ノミネートされた、海外作品の日本公演版となる。
- 2013年：9月14日、日本初のラスベガス観光大使に就任する[8]。
- 2016年：4月1日、自身のデビュー20周年記念事業として『株式會社突風』を設立。自ら代表取締役社長に就任[9]。7月、西川貴教総合プロデュースのアニメ『B-PROJECT〜鼓動*アンビシャス〜』が放送開始。
- 2017年：9月、47歳の誕生日を迎えた19日に、新たに西川貴教名義でデビュー。シングル「BIRI x BIRI」は西川と親交の深いAAAのShuta Sueyoshiをゲストヴォーカルに加えてリリース。
- 2019年：12月、ももいろ歌合戦（BS日テレ・ニッポン放送・AbemaTVなど）へ初出場。
- 2020年：8月29日、一般人女性と再婚[10]。10月25日、株式会社MAGES.の特別顧問に就任[11]。10月28日、滋賀県文化功労賞を受賞[12]。

## 人物
- プロ野球では阪神タイガースのファン[13]。
- 言葉遣いは基本的には共通語だが、関西出身の友人（L'Arc〜en〜Cielのtetsuyaなど）との会話、また関西の番組に出演する時は関西弁を使用することがある[14]。
- 色白で女性のようなツルツルの肌がコンプレックスと明かしているが[15]、その特性や体型を生かし、女性ファッション誌『CanCam』で「西川貴子」として女装姿でモデルデビューしたことがある[16]。その一方で3つのトレーニングジムに通い、食事は1日1食、体脂肪も9%を保つなど15年以上トレーニングを続け、ライブのための体づくりを徹底している[17]。また、自身のInstagramでその鍛え上げた身体を披露したり[18]、自著『おしゃべりな筋肉 心のワークアウト7メソッド』も刊行している[19]。『ベストボディ・ジャパン』日本大会のモデルジャパン部門ゴールドクラスでは2020年、2021年と2年連続で優勝している[20]。
- 理想の父親像として、児玉清を挙げている[21]。2002年4月9日の『西川貴教のallnightnippon SUPER!』には児玉がゲスト出演し、この日の放送は、日本民間放送連盟賞を受賞した[21]。2011年5月17日に児玉が逝去した際には、自身のツイッターで「俳優として、作家として、人として、本当に魅力のある方でした…本当に寂しいです」と追悼コメントを述べた[22]。
- 2007年9月初旬頃、家族にメスのティーカップ・プードルを迎えた。名前は「ウィさん」で、誕生日は6月29日。西川貴教 オフィシャルファンクラブ「turbo」サイトのtakanoriダイアリーでは「姫」と呼んでおり、写真付きの日記を書くことがある。
- 著書『西川貴教のとなりの芝生』で、声帯にポリープがあるが「付き合っていけば味になる」と割り切り、切除手術はしていないと発言した[23]。
- 東京都の漫画の規制を目的とした都の条例改正とそれに関する石原慎太郎東京都知事の姿勢を問題視しており、また同知事の同性愛者差別発言について「勘違いされたくないのは、今回の条例を否定だけしているのではありません。条例に関して都民に詳しく説明もせず、内容の審議もそこそこにアニメやコミックは低俗、同性愛者や性同一性障害者には時に差別発言をするような知事が性急に条例を可決させようとしていることに問題があると思っているのです」と批判した[24]。
- 2011年東日本大震災の発生直後から、被災者救済のためのチャリティライブ企画などの実現に向けていち早く動き出し、チャリティオークションなどを「STAND UP! JAPAN 2011」プロジェクトとして実現した[25]。西川本人も、コンサートで使用したギターなどの出品、ライブ会場への募金コーナー設置など、発起人として活動している。
- 2010年5月、Twitterの公式アカウントを取得。以降、自ら積極的に活動などをツイートしており、フォロワーは2020年12月現在で158万人を超える[26]。2015年6月にはLINEの公式アカウントも取得[27]。

### アーティスト・芸能人として

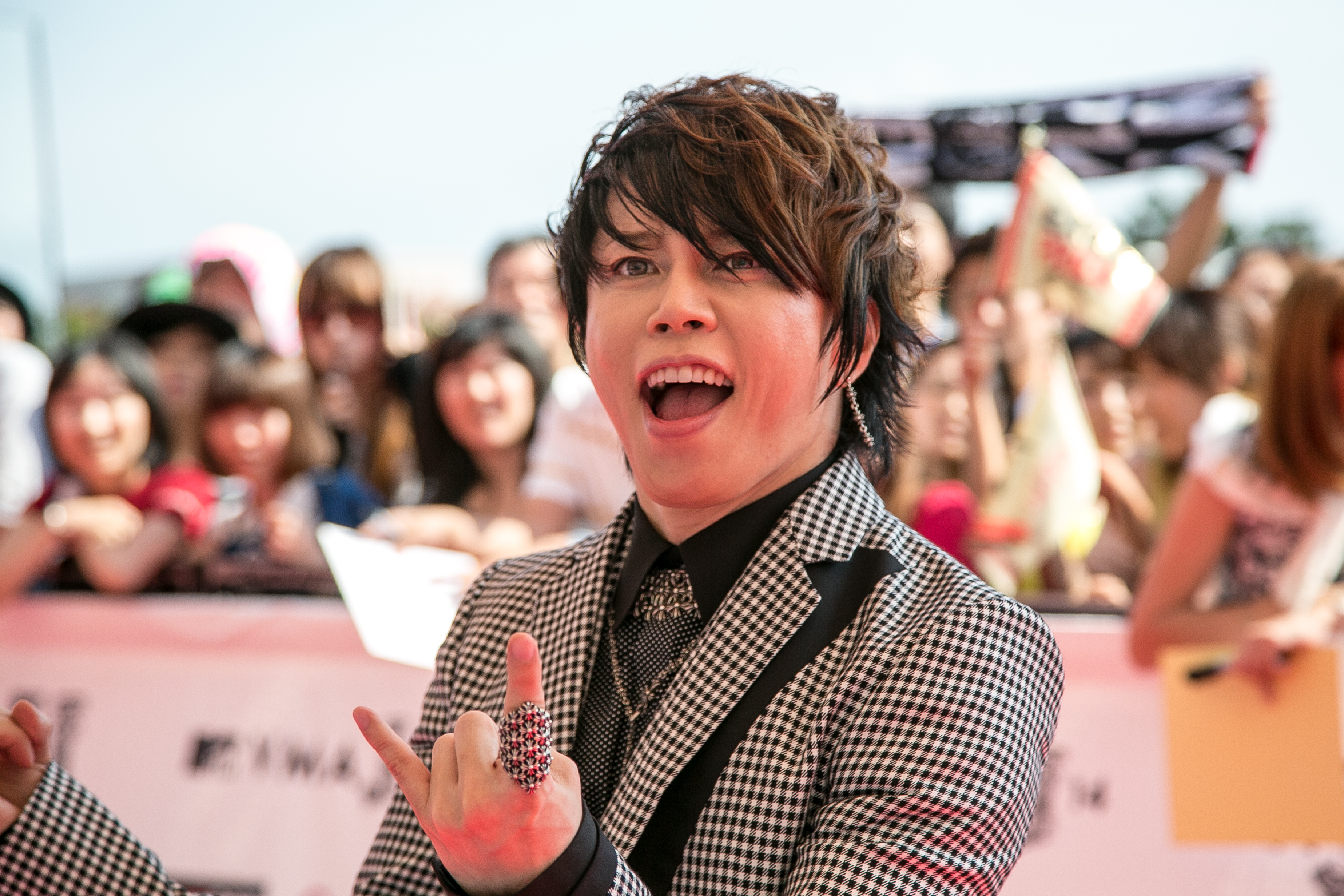
2014年度「MTV VIDEO MUSIC AWARDS JAPAN」の現場にて。

- 歌唱力には定評があり[28]、2007年1月29日発売の雑誌『FOOL'S MATE』[要ページ番号]にて、GACKTに「日本で数少ないピッチのいいアーティスト」「2回まわしのLIVEなのに声の安定感が凄い」と評価されている。
- 自身を「いちごちゃん」と表現する時があり、15周年の記念サイトなどでもいちごのモチーフを使用していた[29]。

### アニメ・サブカルチャーとの関係
- T.M.Revolutionの3rdシングル「HEART OF SWORD〜夜明け前〜」にて初めてアニメ主題歌を担当した。
- 『るろうに剣心 -明治剣客浪漫譚-』の（煉）役にて声優デビュー。
- 『機動戦士ガンダムSEED』、『機動戦士ガンダムSEED DESTINY』でもT.M.Revolutionとして主題歌・挿入歌を歌い、出演もしている。また、ガンダムSEEDシリーズにおいては本編のみならずドラマCDやゲームにも出演し、アニメ雑誌のインタビューにも応じている。
- 『SEED DESTINY』で演じたハイネ・ヴェステンフルスの名前の由来は、ドイツ語で「西（=ヴェステン）、川（=フルス）」の意であり、「ハイネ」は西川がLuis-Mary時代に名乗っていた灰猫（はいね）から取られている。
- 『機動戦士ガンダムSEED』で演じたミゲル・アイマンが『ガンダムSEED MSV』で搭乗する専用ジンもオレンジ色に塗装されており、またプラモデル「1/144 HGジン（ミゲル・アイマン専用機）」には、西川監修のファッションブランド「DEFROCK」のシールが封入されている。また、アルバム『SEVENTH HEAVEN』に収録された「Zips」がガンダムSEED MSVのテーマソングに選ばれ、ジンの格納庫で西川が歌うというコラボレーションがなされた。
- ガンダムSEEDシリーズで西川が歌った曲を中心としたミニアルバム『X42S-REVOLUTION』の初回限定版 Type-Aには、特典として「1/144 HGハイネ専用デスティニーガンダム」のプラモデルが付属している。既に発売されたHGデスティニーガンダムのカラー変更版ではあるが、機体の公式設定が新たに書き下ろされるという徹底したコラボレーションがなされている。また、ガンプラ30周年を記念した曲「Imaginary Ark」が最終トラックに収められ、「ガンプラサポーターズ」の一人としてお祝いのコメントを寄せている。
- Twitterにて、視聴したアニメの感想、グッズ・映像ソフトの購入報告をコメントしたり、「今から出かけますが、○○の放送時刻までに帰ってこられるだろうか」と放映時間を気にするコメントを残すこともある。
- 『Animelo Summer Live 2011』にT.M.Revolutionとしてサプライズゲストとして自身初出演を果たした[30]。
- ガンダムSEEDシリーズ以外では『戦国BASARA』シリーズのテーマソング・挿入歌も多く手がけており、T.M.Revolution、abingdon boys school両名義でリリースされている。
- Twitterで「何とかしてコミックマーケットに行き、自分が題材になっている薄い本（同人誌）を購入してみたい」という願望があることを明かしていたが[31]、その後2016年8月開催予定のコミックマーケット90にてサークル参加することが同年6月10日の当落発表で判明し、ファンからの質問にTwitterで本人である事を認めた上で「レコード会社にバレたので“本人監修での出店”になる」と公表したが[32]、2016年8月12日当日に自ら会場入りし、近隣に席を設けていたサークルへの挨拶回りと見本誌や団扇の配布、即席の握手会を開催するなどし、目的を達成した[33]。
- 2012年度より、漫画・アニメ・ゲームなどのサブカルチャーを取り上げるNHKの番組「MAG・ネット」のコーナー「まぐレポ」のレギュラーに就任した。
- テレビアニメ『戦国BASARA Judge End』において、テレビアニメオリジナルキャラクター酒井忠次役として出演[34]。服の色には彼の好きな色であるオレンジ色が取り込まれ、衣装の細部には「HOT LIMIT」の衣装デザインが盛り込まれている。
- 『Thunderbolt Fantasy 東離劍遊紀』シリーズにおいて、主題歌（OP、ED）を担当していると同時に、浪巫謠役として出演[35]。西川が浪巫謠役で出演することとなったきっかけは、2016年3月26日の『Thunderbolt Fantasy 東離劍遊紀』のスペシャルステージで西川が登壇することになり、霹靂社が西川をイメージした布袋劇[注釈 1]の人形を制作し[36]、それを総監修の虚淵玄が気に入ったことで、浪巫謠というキャラを作り、西川に演じて欲しいとオファーを出したことによる[37]。
- イケメンアイドルプロジェクト「B-PROJECT」の総合プロデュースを担当[38]。
- 2019年5月31日から6月23日まで東京ドームシティ Gallery AaMoで開催される『河森正治EXPO』応援アンバサダーに就任[39]。
- ロックバンドLUNA SEAのJと『J×Takanori Nishikawa』名義でタッグを組み、特撮ドラマ『仮面ライダーゼロワン』の主題歌「REAL×EYEZ」を担当[40]。
- 2020年9月から、スマートフォン用のゲームアプリ「アズールレーン」のCMに出演。登場キャラクターのエンタープライズのコスプレを披露している。

## エピソード

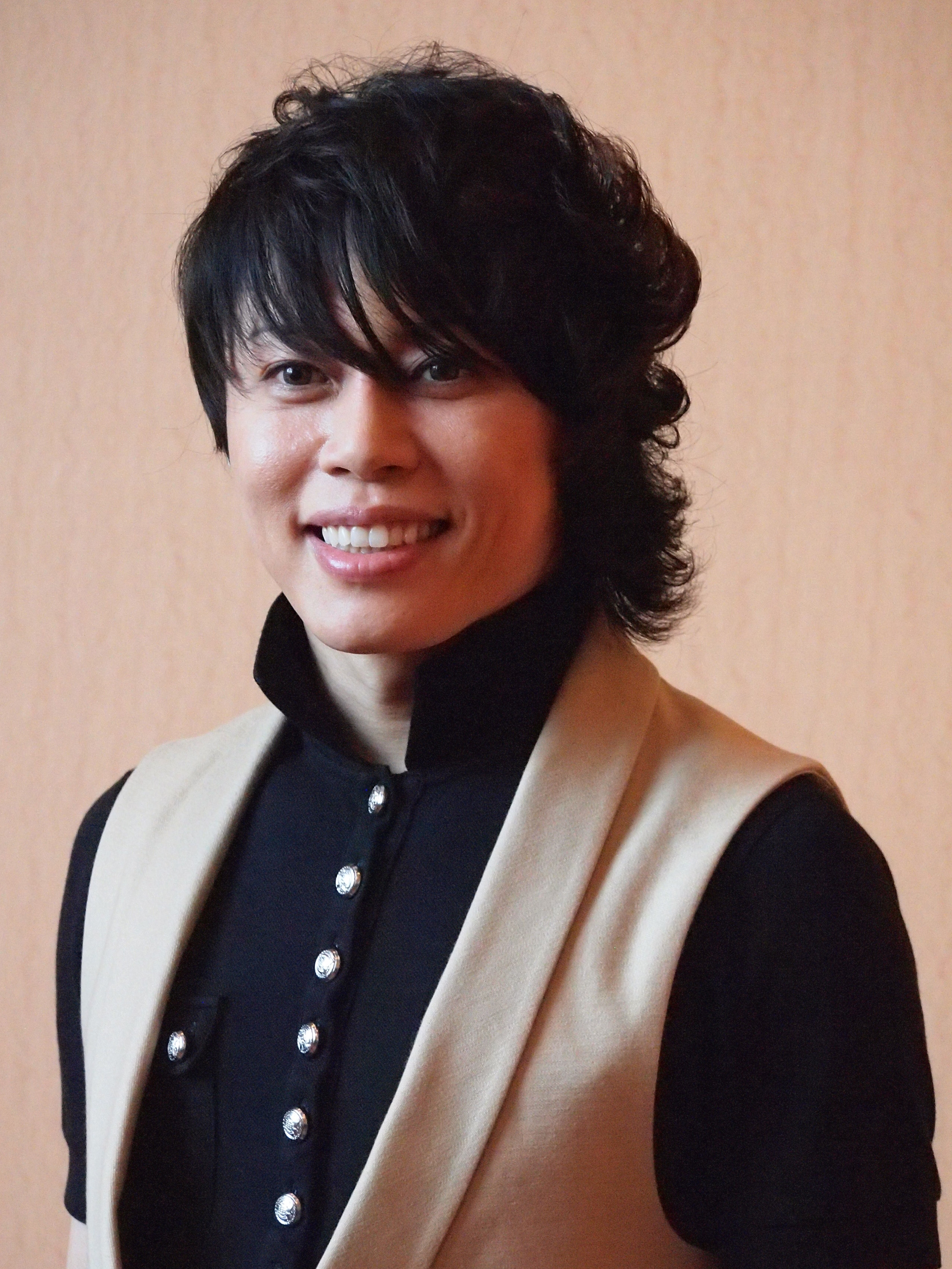
2013年、オタコンにて

### 家庭環境
妹が2人いる。父は地方公務員（滋賀県職員）、母親（2017年死去）は市民病院に勤め、母方の祖父は警察官という公務員家系に育つ。父は滋賀県、母方は福井県三方上中郡若狭町出身。
三上小学校時代は剣道をしており、野洲中学校時代はハンドボール部に所属。
家庭環境は音楽と縁遠い環境だったが、小学校高学年にラジオで初めて洋楽に触れる。中学時代の文化祭で洋楽のコピーバンドのヴォーカルとして初めてステージに立ち、その後「歌」を自分の拠りどころにし、バンドやそのライブ活動に明け暮れる。当時のバンド名は「エルフ」。野洲高校時代はバンド活動にはまり遅刻や早退を繰り返していたことや、ミュージシャンとして髪を伸ばしていたことが校則違反になるなどで教師と口論したことなどから高校を退学。その後、大阪スクールオブミュージック専門学校高等課程に籍を置き、そこで知り合ったメンバーとLuis-Maryを結成。人気を得るに従って授業に出席できなくなり、卒業はしていない。3日間の補習で卒業できたものの、それさえも渋ったとのこと。

### 詐欺事件被害
2009年10月1日、西川に「借金の返済を迫られているので、金を貸してほしい」と持ち掛け、5000万円をだまし取ったとされる詐欺事件が報道された。2003年に起こった事件で、返済期限が同年7月だったが、西川は2004年11月まで待ったものの返済がなかったため、被害届を出した。
また、ミュージカル『ザ・ミュージックマン』で詐欺師役として出演し、製作発表の記者会見で「反対側であれば何となく気持ちは分かるんですけど」と苦笑し、「自分の役の糧になると思うので、舞台で確認していただければ」と自虐的に語った。

### 交友関係
Luis-Mary時代に所属していた事務所がBUCK-TICKの事務所であったため、BUCK-TICKメンバーとは先輩後輩の仲である。
北川悦吏子とは、1999年発売の西川の写真集『この声の向こうに』での対談をきっかけに、2000年にTBS系で放映されたドラマ『ビューティフルライフ』に出演。また、2004年にフジテレビで放送されたノンフィクション番組『T.M.Revolution 西川貴教の真実』のナレーターを北川が担当したり、デビュー10周年を記念して2006年に西川本人の編集により特別刊行された『月刊カドカワ』に登場したこともある。
後輩ミュージシャンの175RのSHOGO、Jackson vibeのグローバー義和、RAG FAIRの土屋礼央とは当時担当していたラジオ番組「オールナイトニッポン」でのつながりで、ユニット「しぐれに」を結成している。なお「しぐれに」では、東日本大震災の発生に伴い、2011年4月2日にニコニコ動画とGYAO!にて9時間に亘って放送された「被災地にエールを送ろう！今こそ立ち上がれニッポン！ STAND UP！JAPAN」で、西川をメインパーソナリティーに、他の3人がサブMCで番組を進行するという形で共演を果たしている。
2011年にL'Arc〜en〜Cielのtetsuyaのソロ・アルバム『COME ON!』の収録曲「Are you ready to ride?」にバッキングボーカルとして参加している。
2002年に離婚をしてからも、2013年に西川が主催するイナズマロックフェスティバルにPUFFYとして参加したり、プライベートでも2人きりで食事をするなど吉村由美との交流は続いている。
2008年、ロックバンドHIGH and MIGHTY COLORが「HOT LIMIT」をカバーした際には西川貴教本人がミュージックビデオにゲスト出演した。
SCANDALとは、レコード会社の先輩後輩の仲。PlayStation 3用ソフト「戦国BASARA4」のオープニングを西川が、エンディングをSCANDALが演奏し、2014年2月12日にはスプリットシングル「Count ZERO/Runners high」が発売された。
デンジャラスと仲がいい。Luis-Mary時代に使っていたライブハウスで同時期にお笑いライブを行っていた事が縁で仲良くなった。特に安田和博と仲が良く月に1度は飲みに行く。ライブのMCの内容を相談したりラジオ番組のフィードバックをもらう仲。
高橋みなみとは『新堂本兄弟』で共演経験がある他、第6回AKB48じゃんけん大会で高橋が「HOT LIMIT」のPVの衣装をモチーフにした衣装で登場し、西川本人もゲストとして登場した。その他、西川のライブに高橋がゲストとして登場したり、高橋が西川が設立した「株式會社突風」の特別顧問に就任 したりと親交が深い。そのため「熱愛」などと噂されることもあるが、それについては「それを通り越して家族みたい」と2016年4月9日付けの『サンケイスポーツ』に寄せた独占手記で述べている。

## ディスコグラフィ
各ユニットにおけるリリース作品については以下の記事それぞれを参照のこと。
- かつて在籍していたバンド「Luis-Mary」
- ソロプロジェクト「T.M.Revolution」
- 参加しているロックバンド「abingdon boys school」

### シングル

#### 配信限定シングル
| 発売日         | タイトル                  | 作詞 / 作曲 / 編曲           | 備考                                            |
| -------------- | ------------------------- | ---------------------------- | ----------------------------------------------- |
| 2019年1月18日  | UNBROKEN (feat. 布袋寅泰) | 岩里祐穂 / 布袋寅泰 / 岸利至 | 映画『映画刀剣乱舞』主題歌                      |
| 2020年12月30日 | As a route of ray         | RUCCA / 菊田大介 / 菊田大介  | ゲーム『アズールレーン』日本版3周年記念CMソング |

### 参加作品
| 発売日         | 商品名                                      | 歌                                         | 楽曲                                         | 備考                                                         |
| -------------- | ------------------------------------------- | ------------------------------------------ | -------------------------------------------- | ------------------------------------------------------------ |
| 2001年4月11日  | THE MODS TRIBUTE-SO WHAT!!-                 | 西川貴教                                   | 「Just Say Fuck No」                         | THE MODS トリビュートアルバム                                |
| 2011年1月5日   | COME ON!                                    | TETSUYA, 西川貴教                          | 「Are you ready to ride?」                   | tetsuya（L'Arc〜en〜Ciel）のソロアルバムにコーラスとして参加 |
| 2015年10月21日 | ギャラクシー街道 オリジナルサウンドトラック | ズズ（西川貴教）                           | 「The End of the Universe / 宇宙の果てまで」 | 映画『ギャラクシー街道』挿入歌                               |
| 2018年6月6日   | hide TRIBUTE IMPULSE                        | 西川貴教                                   | 「ever free」                                | hide トリビュートアルバム                                    |
| 2018年9月5日   | 天才てれびくんYOU                           | マーヴェラス西川（西川貴教）withてれび戦士 | 「DAIJOUBU!」                                | 教育番組『天才てれびくんYOU』エンディングテーマ              |
| 2018年11月28日 | narrative/NOISEofRAIN                       | SawanoHiroyuki[nZk]:Takanori Nishikawa     | 「NOISEofRAIN」                              | SawanoHiroyuki[nZk] 7thシングル                              |
| 2020年5月13日  | GRANRODEO Tribute Album "RODEO FREAK"       | 西川貴教                                   | 「偏愛の輪舞曲」                             | GRANRODEO トリビュートアルバム                               |
| 2021年3月24日  | 筒美京平 SONG BOOK                          | 西川貴教                                   | 「君だけに」                                 | 筒美京平 トリビュートアルバム                                |

### DVD
- T.M.Revolution 西川貴教・立つ!! 屋久島・縄文杉（2004年4月10日）
  - T.M.R. LIVE REVOLUTION '04 SEVENTH HEAVENのツアーグッズと同時に販売。
- T.M.Revolution 西川貴教・立つ!! ボルネオ ‐世界のヘソを目指して‐（2005年12月10日）
  - T.M.R.YEAR COUNT DOWN PARTY LIVE REVOLUTION REMIX IX のツアーグッズと同時に販売。
- T.M.Revolution 西川貴教・立つ!! Vol.3 -激走!! 縦断Thailand-（2006年12月3日）
  - T.M.R.YEAR COUNT DOWN PARTY LIVE REVOLUTION REMIX X のツアーグッズと同時に販売。

いずれも廃盤。

## 楽曲提供
| アーティスト        | タイトル       | 備考 | 発売日         | 収録先                                                |
| ------------------- | -------------- | ---- | -------------- | ----------------------------------------------------- |
| B-PROJECT・キタコレ | 恋セヨ乙女     | 作詞 | 2015年11月25日 | B-project キャラクターCD Vol.1「恋セヨ乙女」キタコレ  |
| B-Project・THRIVE   | LOVE ADDICTION | 作詞 | 2015年11月25日 | B-project キャラクターCD Vol.2「dreaming time」THRIVE |

## 出演

### バラエティー・音楽テレビ番組
- お台場RevoRevo（1998年 - 1999年、フジテレビ系列）
- ポップジャム（2005年4月 - 2006年3月、NHK総合およびWP） - MC
- あっぱれ!!さんま新教授（2007年10月 - 2009年9月、フジテレビ系列） - 聴講生として月2回程度、準レギュラーとして出演
- 新堂本兄弟（2011年5月[69] - 2014年9月[70]、フジテレビ系列）
- MAG・ネット（2012年4月 - 2013年3月、NHK総合） - 「まぐレボリューション」コーナーMC
- ちちんぷいぷい（2012年4月 - 2021年3月、MBS）不定期、パネラー
- アニマゲー（2014年4月 - 2017年3月、MBS、NOTTV）[71]
- おかあさんといっしょ「ガラピコぷ〜」（2016年4月4日 - 2022年4月2日、NHK Eテレ） - スキッパーの声[72]
- 天才てれびくんYOU（2017年4月3日 - 2020年4月2日、NHK Eテレ） - 茶の間戦士トレーニングロボ「マーヴェラス西川」として出演[73][74]。
- 西川貴教の僕らの音楽（2017年4月27日 - 、フジテレビNEXT）[75]
- 物置開けてみませんか？（2018年1月4日[76]・12月14日[77]、読売テレビ） - MC
- オトラクション（2021年4月13日 - 2022年2月22日、TBSテレビ系列） - MCとして霜降り明星とともに出演[78][79]
  - パイロット版（2020年8月29日[80]・2021年2月23日[81]）
- Who is Princess?（2021年10月5日 - 2022年1月25日、日本テレビ系列） - ホスト（MC）
- 西川貴教のバーチャル知事（2022年3月28日 - 2024年6月29日、BSJapanext） - バーチャル知事（MC）[82]
- カミオト夜（2022年6月3日 - 2023年12月23日、読売テレビ） - スペシャルサポーター（進行）
- 音道楽√ (ROOT)（2024年7月6日 - 、読売テレビ） - 音道楽HOST（MC）[83]

### テレビドラマ
- ビューティフルライフ（2000年1月 - 3月、TBSテレビ系列） - 川村悟 役
- 介護エトワール（2006年9月18日、NHK総合） - 馬場竹雄 役
- おくさまは18歳（2011年3月27日 -、フジテレビTWO） - 主演・高木哲也 役[84]
- 連続テレビ小説 スカーレット（2019年9月 - 2020年3月、NHK総合） - ジョージ富士川 役[85]
- 筋トレサラリーマン 中山筋太郎 - 西川 役（第1弾のみ東川役）
  - 筋トレサラリーマン 中山筋太郎（2023年9月29日、読売テレビ・日本テレビ）[86] - 東川 役
  - 筋トレサラリーマン 中山筋太郎 第2弾（2024年3月28日、読売テレビ・日本テレビ）[87]
  - 筋トレサラリーマン 中山筋太郎〜メリークリスマッスル編〜（2024年12月19日・26日、読売テレビ・日本テレビ）[88]

### 舞台
- リトルショップ・オブ・ホラーズ（1999年8月2日 - 27日、天王洲アートスフィア） - 主演・シーモア 役[89]
- ハウ・トゥ・サクシード〜努力しないで出世する方法（2007年） - 主演・フィンチ 役[90]
- ザ★ミュージックマン（2010年4月23日 - 5月5日、東京芸術劇場） - ハロルド・ヒル 役[42][49]
- ロック・オブ・エイジズ（2011年10月28日 - 11月6日、東京国際フォーラムホールC 他） - 主演・ドリュー 役[91]
- ヴェローナの二紳士（2014年12月7日 - 28日、日生劇場 他） - プロテュース 役[92]
- 地球ゴージャス vol.15「ZEROTOPIA（ゼロトピア）」（2018年4月9日 - 5月22日、TBS赤坂ACTシアター 他） - 主演・ロマン 役（柚希礼音とW主演）[93][94]
- サムシング・ロッテン!（2018年12月17日 - 30日、東京国際フォーラムホールC / 2019年1月、オリックス劇場） - シェイクスピア 役[95]
- 天才てれびくんThe Stage〜Back to the Jungle〜 （2021年6月22日 - 26日、渋谷区文化総合センター大和田 / 7月10日 - 11日、COOL JAPAN PARK OSAKA WWホール） - マーヴェラス西川役で映像出演[96]
- スクール・オブ・ロック（2023年8月17日 - 9月18日、東京建物 Brillia HALL） - 主演・デューイ・フィン 役（柿澤勇人とWキャスト）[97][注釈 2]

### 映画
- コラソンdeメロン（2008年） - 主演・ヒロミ 役（井上和香とW主演）[100]
- ギャラクシー街道（2015年） - ズズ 役[101]
- 映画 おかあさんといっしょ はじめての大冒険（2018年） - スキッパー 役（声の出演）[102]
- 天外者（2019年制作・2020年12月11日、監督：田中光敏） - 岩崎弥太郎 役

### テレビアニメ
- るろうに剣心 -明治剣客浪漫譚-（1998年、フジテレビ系列） - 煉 役
- 機動戦士ガンダムSEED（2002年 - 2003年、TBS系列） - ミゲル・アイマン 役[103]、ナレーション（PHASE26のみ）
- 機動戦士ガンダムSEED DESTINY（2005年、TBS系列） - ハイネ・ヴェステンフルス 役[104]
- ディスク・ウォーズ:アベンジャーズ（2014年、テレビ東京系列） - シルバー・サムライ 役[105]
- 戦国BASARA Judge End（2014年、日本テレビ系列） - 酒井忠次 役[34]
- B-PROJECT〜鼓動*アンビシャス〜（2016年、TOKYO MX・朝日放送・BS11ほか） - 西山貴教 役[106]
- Thunderbolt Fantasy 東離劍遊紀（2018年、TOKYO MX・BS11・サンテレビジョン） - 浪巫謠 役
- ポプテピピック TVアニメーション作品第二シリーズ（2022年、TOKYO MX・BS11ほか） - 西川総帥 役（実写出演）[107]

### 劇場アニメ
- 龍-RYO-（2013年、GONZO） - 大久保利通 役[108]

### ゲーム
2000年代
- 機動戦士ガンダムSEED シリーズ（2003年 - 2005年、ミゲル・アイマン、ハイネ・ヴェステンフルス） - 3作品
- 機動戦士ガンダム vs.シリーズ（2005年 - 2007年、ミゲル・アイマン、ハイネ・ヴェステンフルス） - 4作品

2010年代
- 機動戦士ガンダム エクストリームバーサス（2015年 - 2016年、ハイネ・ヴェステンフルス） - 3作品
- 機動戦士ガンダム エクストリームバーサス2（2018年 - 2025年、ハイネ・ヴェステンフルス） - 4作品
- SDガンダム GGENERATION（2019年 - 2025年、ミゲル・アイマン、ハイネ・ヴェステンフルス） - 2作品

2020年代
- 白猫プロジェクト（2020年、西川貴教）
- 原神（2021年 - 2024年、荒瀧一斗）
- 機動戦士ガンダム アーセナルベース（2023年 - 2024年、ミゲル・アイマン、ハイネ・ヴェステンフルス）

### Web放送
- 西川貴教のイエノミ!!（2011年7月25日 - 2017年9月16日、隔週木曜日23:00 - 24:00、ニコニコ生放送）
- 西川学園高等学校、略してN高!（2017年10月26日 - 、毎月下旬、ニコニコ生放送）[111]
- 西川貴教のニシナナLIVE（2021年5月13日 - 、毎週木曜日20:00 - 21:30、17LIVE）[112]

### Webマガジン
- 西川貴教のすてましてる（2013年2月19日 - 2014年2月26日、毎週水曜日、Magalry（マガリー）西川貴教のすてましてる）

### ラジオ
- JRA Power Revolution（1996年、bayfm）
- Love Revolution（1996年、bayfm）
- T.M.Radio Wave（1996年、FM NORTH WAVE）
- 西川貴教のオールナイトニッポン（1997年1月6日 - 1999年3月[注釈 3]、2003年4月 - 2005年9月26日、ニッポン放送）
- 西川貴教のallnightnippon SUPER!（1999年4月 - 2003年3月、ニッポン放送）
- turbo FM（1999年 - 2000年、JFN系）
- ゴチャ・まぜっ!水曜日（毎日放送）
  - ゴチャ・まぜっ!木曜日（2008年4月10日 - 2009年4月2日、毎日放送）
  - またまたゴチャ・まぜっ!（2009年4月11日 - 2014年3月29日、毎日放送）
- やきぐりバンバンコンマ3（2009年4月23日 - 10月29日、毎日放送）
- パックンたまご（2010年10月8日 - 2014年3月27日、毎日放送）
  - われらイマドキッ!〜DOKODOKI商品研究所〜（2010年4月10日 - 10月2日、毎日放送）
- T.M.Revolution 西川貴教のちょこっとナイトニッポン（2011年10月3日 - 、ニッポン放送）
- アッパレやってまーす!水曜日（2014年4月2日 - 2017年4月5日、毎日放送）
- ザ・ヒットスタジオ (水)（2017年4月6日 - 2021年9月30日、毎日放送）[注釈 4]
- ファミラジ[113]（2018年10月9日 - 12月31日） - 第18代DJ[注釈 5]
- アーティスト・プロデュース・スーパー・エディション（2022年9月、JFNC）[注釈 6]
- イナズマロックレディオ（2022年10月 - 、JFNC）[114][注釈 7]

### CM・広告
- ヤマハ発動機「ヤマハ・ジョグ」
- 資生堂「ティセラ・ジャングルジャングル」
- バンダイビジュアル「GUNDAM 30thアニバーサリーコレクション」
- 日本民間放送連盟「2011年度地球温暖化問題啓発スポット」
- エステー
  - 「消臭力」
    - 『夢の共演』篇
    - 『チカラにかえてinリスボン』篇
    - 『ミゲルの丘』篇
      - ポルトガルの歌手、ミゲル・ゲレイロと共演。2012年7月、『チカラにかえてinリスボン』および『ミゲルの丘』篇のCM出演者3名（西川、ミゲル・ゲレイロ、島谷ひとみ）によるユニットT.M.H.R.を結成。CMソング「チカラにかえて」が2012年7月17日から先行配信され、9月12日にCDが発売された[115]。

    - 『T.M.R.と妖精ちゃん』篇（2013年4月 - ）[116]
    - 『LaLaLa〜未来へ〜』篇（2014年7月 - ）
      - ミゲル・ゲレイロとさくらまやと共演。ポルトガルのリスボンおよびモンサラーシュで撮影された。[117]

    - 『贈る人・応援団』篇[118]
    - 『消臭力 Premium Aroma』 『見たことある』（2021年11月15日 - ）[119]

  - 機能訴求CM（第一話 – 第七話）[120]
  - 「洗浄力」
    - 『地球を救う力』篇（2017年10月 - ）[121]
- 任天堂「Nintendo×JOYSOUND Wii カラオケ U」（2013年3月 - ）[122]
- ロッテ「ZEUS」（2013年7月 - 2013年10月）[123]
- 池田模範堂「デリケアM's」（2014年5月 - 2014年11月）[124][125]
- 小泉成器 ダブルファンドライヤー「MONSTER」（2014年10月 - 2022年）[126]
- 日本マクドナルド
  - 「アツいぜ!ロコモコ」（2018年7月）[127]
  - 「ビーフシチューパイ」（2023年12月）[128]
- 大塚国際美術館「アートコスプレフェス」公式アイコン（2019年）[129]
- ジャパネットたかた（2020年）
- Yostar「アズールレーン」3周年記念CM「まだまだ3周年篇」（2020年9月 - 2021年）[130]
- 17LIVE（2021年6月）
- ヒノキヤグループ「Z空調」『Z空調なら家爽快!』冬編、『Z空調なら家爽快!』換気編（2021年12月25日 - 2022年1月14日） -  歌唱参加[131]
- 平和堂（2022年3月 - ）- 平和堂特命GM
- DAMO GAMES「東方アルカディアレコード」（2022年7月 - ）[132]
- AGAスキンクリニック（2022年7月）- ナレーション
- エスエス製薬「アレジオン」WEB動画『FUN DAYS #3 西川貴教』篇（2023年10月 - ）[133]
- 日本コカ・コーラ「からだすこやか茶W＋」（2024年2月 - ）[134]
- パルコ「パルコグランバザール」（2025年1月2日 - 13日）[135]
- アサヒビール「アサヒGINON」（2025年3月4日 - ）[136]

## ライブ・ツアー
- 京響プレミアムスピンオフ 西川貴教×大島こうすけ オーケストラコンサート「ラジオタイムス〜ことばが結ぶシンフォニー〜」（2018年10月5日）[137]
- 京都新聞創刊140年プレイベント 京響プレミアム 大島こうすけ交響組曲「Life〜キミトノセカイ〜」（2019年2月10日）[138]
- 西川貴教 LIVE TOUR 001 ［SINGularity］（2019年4月13日 - 6月8日）[65][139]
- こけら落とし3DAYS『日清食品パワステリブート オープニングスペシャル』（2020年11月21日  日清食品 POWER STATION [REBOOT]）[140]
- Animelo Summer Live 2021 -COLORS-（2021年8月27日）[141]
- 柚希礼音ソロコンサートREON JACK4（2021年9月26日、日替わりゲスト）[142]
- 京響クロスオーバー オーケストラ・プレミアム 交響組曲「Life 〜永遠 (TOWA) の夢人 (MUJIN) 〜」ーどれだけ生きれば、また君に出逢えるのだろう。（Original Edition）（2021年10月10日）[143]
- GO FIGHT !! 城下町シリーズ（2022年1月5日、2月6日）[144]
- Takanori Nishikawa LIVE TOUR 2022 "IDIOSYNCRASY"（2022年2月4日 - 4月17日）[145]
- バンダイナムコエンターテインメントフェスティバル2nd（2022年5月15日）[146]
- TAKANORI NISHIKAWA LIVE TOUR 002「SINGularity Ⅱ -過形成のprotoCOL-」（2022年8月17日 - 9月7日）[147]
- オールナイトニッポン55周年記念　ナインティナインのオールナイトニッポン歌謡祭（2022年10月30日）[148]
- Fantasy on Ice 2024 （2024年5月24〜26日, 2024年5月31日〜6月2日）[149]

### イナズマロックフェス
琵琶湖に面した滋賀県草津市烏丸半島芝生広場で毎年9月に行われる野外音楽フェスティバル。西川貴教が主催。西川貴教（T.M.Revolution）マスコットキャラクター・タボくんが公式キャラクターを務める。

## 出版

### ドラマCD
- 機動戦士ガンダムSEED SUIT CD Vol.4 Miguel Ayman×Nicol Amarfi（2003年6月21日）

### 連載
- 荒れる国家統一倶楽部[注釈 8]（CDでーた）
- 西川貴教のとなりの芝生（オリコン・エンタテイメント）

### 書籍
- 疾走（T.M.R.）（T.M.R-e） T.M.Revolution〜the end of genesis T.M.R.evolution turbo type D（1999年6月、角川書店）
- 西川貴教のとなりの芝生（2004年3月、オリコン・エンタテインメント）
- RAY OF LIGHT DEFROCK 2005（2005年1月12日、メディアファクトリー）
- アンダーカバー T.M.Revolution the 10th debut anniversary book（2006年1月1日、アスコム）[注釈 9]
- 〜10th Anniversary T.M.Revolution〜 別注カドカワ 総力特集 西川貴教（2006年6月7日、KADOKAWA）
- おしゃべりな筋肉 心のワークアウト7メソッド（2017年5月12日、新潮社）[19]
- 喰らう!国家統一倶楽部 完結編（2017年3月29日、KADOKAWA）
- 西川貴教 五十而知天命 〜五十にして天命を知る〜（2021年1月29日、小学館）[151]